# Transamerica Corporation
La Transamerica Corporation est une holding américaine de sociétés d'assurance-vie et d'investissement dont l'activité se concentre essentiellement aux États-Unis.  

## Histoire
La Transamerica est fondée en 1928 par A. P. Giannini comme une holding de la Bank of America, dont il est le président. 
Durant les vingt années suivantes, la Transamerica devient progressivement un conglomérat diversifié dont les filiales comprennent United Artists, Transamerica Airlines, Budget Rent a Car, De Laval Turbine, etc. Mais elle souffrait du manque de notoriété et n’était pas du tout connue des Américains : pour pallier ce déficit de reconnaissance, elle voulut faire parler d’elle en construisant la Transamerica Pyramid.

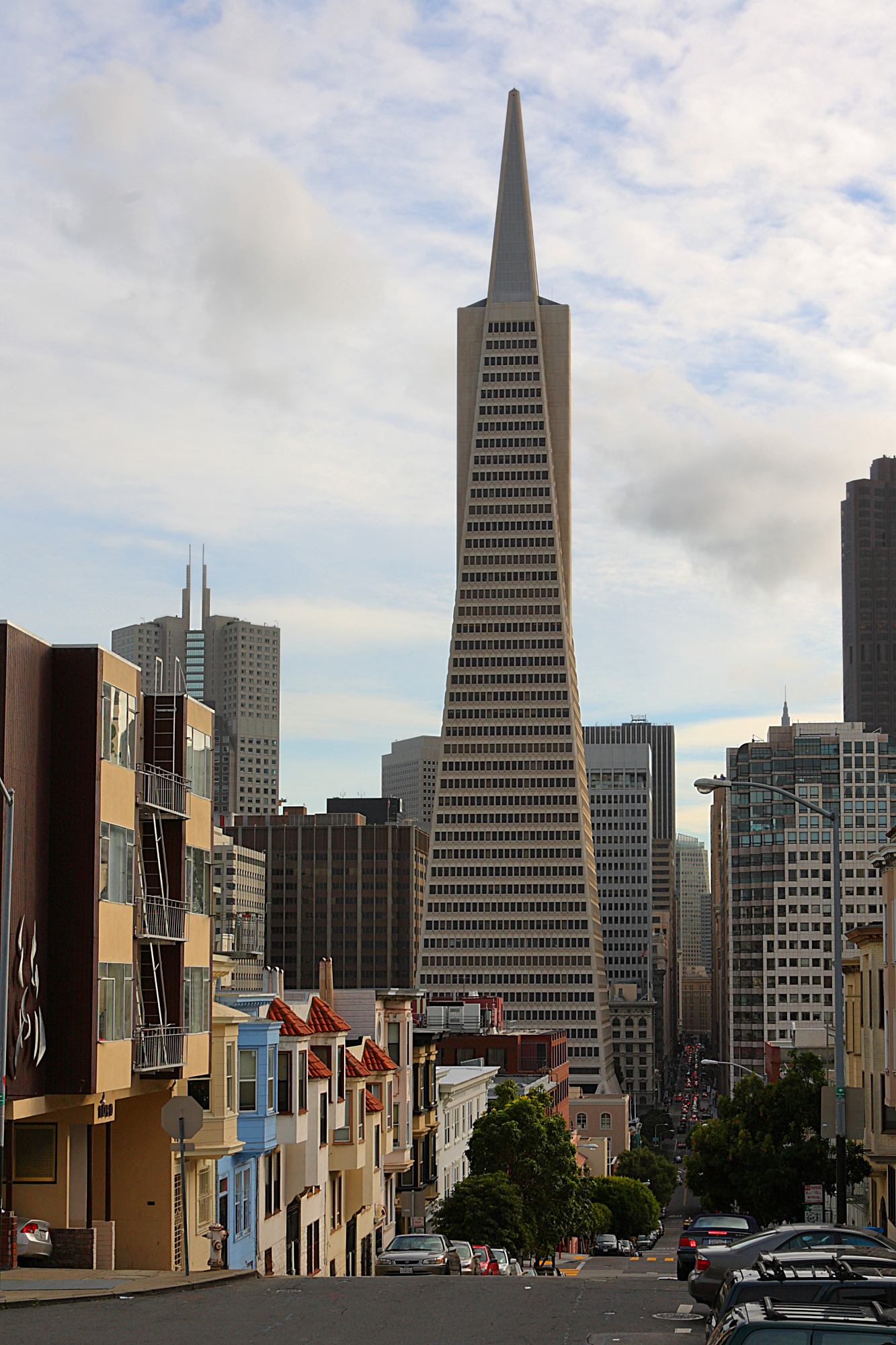
La Transamerica Pyramid à San Francisco

Dans les années 1980, Transamerica a vendu toutes ses activités qui n'étaient pas liées à son cœur de métier de l'assurance et d'autres services financiers.

## Situation actuelle
Aujourd'hui, les produits de la Transamerica sont distribués par les filiales suivantes :
- Transamerica Capital Inc.
- Transamerica Insurance & Investment Group
- Transamerica Investment Management LLC
- Transamerica Reinsurance
- Transamerica Retirement Services
- Transamerica Worksite Marketing.